# Martijn Krabbé
Martijn Joop Krabbé (født 26. marts 1968 i Amsterdam) er en nederlandsk radio- og tv-studievært.

## Privat
Martijn Krabbé, er en søn af skuespiller og regissør Jeroen Krabbé.
Sammen med hans ex-kone, med hvem han to gange har været gift med, han har to sønner og to døtre.

## Tv
Krabbé begyndte sin sin tv-karriere i 1987 i TROS. I 1995 skiftede han til RTL 4.
- Popformule (1987)
- Ministars (1991)
- Powerplay (1992-1993)
- Postcode Loterij Recordshow (1995-1998)
- In Holland staat een Huis (1999-2006)
- In Holland ligt een Tuin (2001)
- Kiezen of Delen (2000-2001)
- Win een Sponsor (2000)
- Big Brother IV (2000-2001)
- De perfecte partner (2003-2004)
- Idols (2006-2008)
- Dancing on Ice (2006-2007)
- Sinterklaasjournaal (2006) - Reporter
- Wie wordt de man van Froukje? (2007)
- Mijn Tent is Top finale (2008, 2009)
- Wie is de Chef? (2008-2009)
- Uitstel van Executie (2008-nu)
- Postcode Loterij Wat Schat Je? (2008)
- X Factor (2009-2013)
- Topchef (2009-2010)
- Topchef Vips (2009)
- De Slimste Mens (2009)
- The voice of Holland (2010-nu)
- Hotel de Toekomst (2011)
- Herrie XXL finale (2011)
- Krabbé Staat op Straat (2011-2012)
- Herman Zoekt Kerststerren (2011)
- Postcode Loterij Nieuwjaarsshow (2012, 2013)
- The Voice Kids (2012-nu)
- Pro Deo (2012-2013)
- De man met de hamer (2013)
- Het Orkest van Nederland (2014)
- Herman&Martijn Op De Proef Gesteld (2015-nu)
- Grillmasters (2015)
- Idols (jury) (2016-2017)
- Chantal blijft slapen (gæst) (2016)
- Roodkapje: Een Modern Sprookje (2017)
- Topchef Academy (2017)
- Een Goed Stel Hersens (deltager) 2017
- The Big Music Quiz (deltager) (2017)
- Weet Ik Veel (deltager, vinder) (2018)

## Radio
TROS op Radio 3 (1986-1994)
- Nationale Hitparade
- Mega Top 50
- Wereldhits
- Dancetrax
- Nachtwacht

Noordzee FM
- Middagshow på hverdage fra kl 16.00 til 19.00 (juni 2004 til juni 2005)

## Priser
- Den 2. marts 2015 blev Krabbé af hans kolleger kåret som "tv-vært' hos De tv-beelden.